# Lekkoatletyka na Letnich Igrzyskach Olimpijskich 1948 – bieg na 5000 m mężczyzn
Bieg na 5000 metrów mężczyzn był jedną z konkurencji rozgrywanych podczas XIV Letnich Igrzysk Olimpijskich. Biegi zostały rozegrane w dniach 31 lipca - 2 sierpnia 1948 roku na stadionie Empire Stadium w Londynie. Wystartowało 33 zawodników z 21 krajów. 

## Rekordy
Tabela uwzględnia rekordy uzyskane przed rozpoczęciem rywalizacji.
|                   | Zawodnik       | Wynik   | Miejsce           | Data             |
| ----------------- | -------------- | ------- | ----------------- | ---------------- |
| Rekord świata     | Gunder Hägg    | 13:58,2 | Göteborg Szwecja  | 20 września 1942 |
| Rekord olimpijski | Gunnar Höckert | 14:22,2 | Berlin III Rzesza | 7 sierpnia 1936  |

## Terminarz
| Data            | Godzina |         |
| --------------- | ------- | ------- |
| 31 lipca 1948   | 16:00   | Runda 1 |
| 2 sierpnia 1948 | 17:00   | Finał   |

## Wyniki
Z każdego z 3 biegów eliminacyjnych czterech pierwszych zawodników awansowało do finału.

### Runda 1
Bieg 1
| Poz. | Zawodnik            | Reprezentacja     | Czas    | Uwagi |
| ---- | ------------------- | ----------------- | ------- | ----- |
| 1.   | Evert Nyberg        | Szwecja           | 14:58,2 | Q     |
| 2.   | Väinö Koskela       | Finlandia         | 14:58,3 | Q     |
| 3.   | Curt Stone          | Stany Zjednoczone | 14:58,6 | Q     |
| 4.   | Marcel Vandewattyne | Belgia            | 15:14,0 | Q     |
| 5.   | Jacques Vernier     | Francja           | 15:29,8 |       |
| 6.   | Harold Nelson       | Nowa Zelandia     | 15:34,4 |       |
| 7.   | Jef Lataster        | Holandia          | 15:39,0 |       |
| 8.   | Jack Braughton      | Wielka Brytania   | b.d.    |       |
| 9.   | Cliff Salmond       | Kanada            | 16:05,0 |       |
| 10.  | Manny Ramjohn       | Trynidad i Tobago | b.d.    |       |
| -    | Aage Poulsen        | Dania             | DNF     |       |
| -    | John Joe Barry      | Irlandia          | DNF     |       |
| -    | Constantino Miranda | Hiszpania         | DNS     |       |

Bieg 2
| Poz. | Zawodnik               | Reprezentacja     | Czas    | Uwagi |
| ---- | ---------------------- | ----------------- | ------- | ----- |
| 1.   | Erik Ahldén            | Szwecja           | 14:34,2 | Q     |
| 2.   | Emil Zátopek           | Czechosłowacja    | 14:34,4 | Q     |
| 3.   | Väinö Mäkelä           | Finlandia         | 14:45,8 | Q     |
| 4.   | Martin Stokken         | Norwegia          | 15:04,4 | Q     |
| 5.   | Maurice Pouzieux       | Francja           | 15:09,8 |       |
| 6.   | Gregorio Rojo          | Hiszpania         | 15:19,0 |       |
| 7.   | Bill Lucas             | Wielka Brytania   | b.d.    |       |
| 8.   | Lou Wen-ngau           | Chiny             | b.d.    |       |
| 9.   | Vasilios Mavrapostolos | Grecja            | b.d.    |       |
| 10.  | Sim Bok-seok           | Korea Południowa  | b.d.    |       |
| -    | Mustafa Özcan          | Turcja            | DNF     |       |
| -    | Clarence Robison       | Stany Zjednoczone | DNF     |       |

Bieg 3
| Poz. | Zawodnik          | Reprezentacja     | Czas    | Uwagi |
| ---- | ----------------- | ----------------- | ------- | ----- |
| 1.   | Wim Slijkhuis     | Holandia          | 15:06,8 | Q     |
| 2.   | Gaston Reiff      | Belgia            | 15:07,0 | Q     |
| 3.   | Bertil Albertsson | Szwecja           | 15:07,8 | Q     |
| 4.   | Helge Perälä      | Finlandia         | 15:07,8 | Q     |
| 5.   | Jerry Thompson    | Stany Zjednoczone |         |       |
| 6.   | Alain Mimoun      | Francja           |         |       |
| 7.   | Alec Olney        | Wielka Brytania   |         |       |
| 8.   | Martín Alarcón    | Meksyk            |         |       |
| 9.   | Ernst Günther     | Szwajcaria        |         |       |
| -    | Martin Egan       | Irlandia          | DNS     |       |
| -    | Ricardo Bralo     | Argentyna         | DNS     |       |
| -    | Jakob Kjersem     | Norwegia          | DNS     |       |

### Finał
| Poz. | Zawodnik            | Reprezentacja     | Czas    | Uwagi |
| ---- | ------------------- | ----------------- | ------- | ----- |
| 1.   | Gaston Reiff        | Belgia            | 14:17,6 | OR    |
| 2.   | Emil Zátopek        | Czechosłowacja    | 14:17,8 |       |
| 3.   | Wim Slijkhuis       | Holandia          | 14:26,8 |       |
| 4.   | Erik Ahldén         | Szwecja           | 14:28,6 |       |
| 5.   | Bertil Albertsson   | Szwecja           | 14:29,0 |       |
| 6.   | Curt Stone          | Stany Zjednoczone | 14:39,4 |       |
| 7.   | Väinö Koskela       | Finlandia         | 14:41,0 |       |
| 8.   | Väinö Mäkelä        | Finlandia         | 14:43,0 |       |
| 9.   | Marcel Vandewattyne | Belgia            | b.d.    |       |
| 10.  | Martin Stokken      | Norwegia          | b.d.    |       |
| 11.  | Helge Perälä        | Finlandia         | b.d.    |       |
| -    | Evert Nyberg        | Szwecja           | DNF     |       |